# Joelian Krejn
Joelian Grigorjevitsj Krejn (Russisch: Юлиан Григорьевич Крейн) (Moskou), 5 maart 1913 - aldaar, 1996) was een Russisch componist met een Joods-Litouwse achtergrond.
Joelian kwam uit een muzikaal gezin. Zijn opa Abraham Krejn was klezmerviolist en verzamelde al Joodse volksmuziek. Abraham was ook degene die besloot zich in Rusland te vestigen, in Gorki. Zijn zoon Aleksandr Krejn (1883-1951) was cellist en componist, die in eerste instantie zijn Joodse achtergrond niet verloochende, maar door de repressie van Stalin was hij gedwongen zijn achtergrond min of meer te verdoezelen. Een andere zoon van Abraham, David Krejn, was violist en concertmeester van het orkest van het Bolsjoj Theater. Grigori Krejn (1879-1955) was net als Aleksandr verbonden aan de Joodse School van Russische Componisten. Ook Grigori moest zijn Joodse achtergrond verhullen. 
Joelian was de zoon van Grigori, die hem ook de eerste muzieklessen bijbracht. Een eerste compositie volgde al in 1926. In 1927 ging hij in Parijs studeren bij Paul Dukas. Nadat hij aan de École Normale was afgestudeerd, keerde hij terug naar zijn vaderland (1934). Aangezien hij geen lid was van de officiële (van staatswege gecontroleerde) organen, kwam zijn muziek niet buiten de eigen kring. Hij trad wel op als pianist en was musicoloog.

## Composities
- 1929: Destruction
- Celloconcert
- Sonate - Fantasie voor cello en piano
- Sonate - Gedicht voor cello en piano
- Dramatisch gedicht, voor cello en piano
- Drie Hebreeuwse gezangen zonder tekst (opus 12)
- 1973: Altvioolsonate
- Pianoconcert